# On Earth as It Is - The Complete Works
| Recensione | Giudizio |
| ---------- | -------- |
| AllMusic   | [ 1 ]    |

On Earth as It Is - The Complete Works è un cofanetto composto da 3 CD e 1 DVD comprendente tutto il lavoro pubblicato dalla grunge band statunitense Mother Love Bone durante i loro 2 anni di attività, oltre a canzoni rare e inedite. Il box è stato pubblicato il 4 novembre del 2016 ed è compreso di un booklet di 24 pagine contenente testi, crediti e foto.

## Contenuto
Il primo disco contiene tutte le tracce dell'album Apple e tutte quelle dell'EP Shine, ad eccezione di Capricorn Sister e di Zanzibar, contenute invece nel secondo disco. Tutte le tracce erano già apparse nella precedente raccolta omonima del gruppo pubblicata nel 1992.
Nei dischi 2 e 3 sono contenute alcuni lati B, outtake, versioni alternative e versioni dal vivo. La traccia Hold Your Head Up è una cover dell'omonimo brano degli Argent, mentre l'ultima traccia del terzo disco è una versione dal vivo del brano Stardog Champion eseguita dai Pearl Jam con il cantante Chris Cornell.
L'ultimo disco è un DVD e comprende The Love Bone Earth Affair, documentario sul gruppo risalente al 1993, il videoclip del brano Captain Hi-Top e due tracce dal vivo, di cui una è la cover di I'm in Love with My Car dei Queen.

## Tracce

### CD 1 (Apple/Shine)
1. This Is Shangrila - 3:42
2. Stardog Champion - 4:58
3. Holy Roller - 4:28
4. Bone China - 3:46
5. Come Bite the Apple - 5:26
6. Stargazer - 4:53
7. Heartshine - 4:37
8. Captain Hi-Top - 3:7
9. Man of Golden Words - 3:42
10. Capricorn Sister - 4:19
11. Gentle Groove - 4:4
12. Mr. Danny Boy - 4:50
13. Crown of Thorns - 6:22
14. Thru Fade Away - 3:45
15. Mindshaker Meltdown - 3:47
16. Half Ass Monkey Boy - 3:21
17. Chloe Dancer/Crown of Thorns - 8:21

### CD 2 (B-sides/Alt Versions)
1. Holy Roller - 4:54
2. Bone China - 3:55
3. Hold Your Head Up - 5:12
4. Capricorn Sister - 4:00
5. Zanzibar - 1:53
6. Lady Godiva Blues - 3:27
7. Red Hot Shaft - 2:10
8. Seasons Changing (Live at the Plant) - 4:09
9. Stardog Champion (Live at the Plant) - 4:46

### CD 3 (B-sides/Alt Versions)
1. Lubricated Muscle Drive - 3:34
2. Savwahfair Slide - 3:54
3. Jumpin Jehova - 5:37
4. Showdown - 7:32
5. Bloodshot Ruby - 3:52
6. Elijah - 3:36
7. Chloe Dancer (demo) - 2:14
8. Have You Ever Kissed a Lady - 6:07
9. Otherside - 4:28
10. These R No Blues - 4:35
11. Made of Rainbows - 4:07
12. Bloody Shame - 3:27
13. One Time Fire - 6:00
14. Stardog Champion featuring Chris Cornell and Pearl Jam (Live from Alpine Valley) - 6:09

### CD 4 (Love Bone Earth Affair DVD)
1. Love Bone Earth Affair
2. Captain Hi-Top Music Video
3. Half Ass Monkey Boy (Live from the Oz)
4. I'm in Love with My Car (Live from the Oz)

## Formazione
- Andrew Wood - voce
- Stone Gossard - chitarra
- Jeff Ament - basso
- Bruce Fairweather - chitarra
- Greg Gilmore - batteria